# X (Computerspielreihe)
X ist eine Reihe von Science-Fiction-Computerspielen des Herstellers Egosoft, die bislang acht Titel umfasst. Die Reihe verbindet Elemente des Shoot ’em up mit denen einer Weltraum-Flugsimulation und einer Wirtschaftssimulation.

## X: Beyond the Frontier
X: Beyond the Frontier (abgekürzt X: BtF) ähnelt vom Spielprinzip her bekannten Weltraumspielen wie z. B. Elite oder Privateer.

### Handlung
Der Spieler macht in der Rolle von Kyle William Brennan einen Testflug in einem Raumschiff mit einem neu entwickelten Sprungantrieb, mit dem man riesige Distanzen zurücklegen kann. Beim Test dieses Antriebes gibt es jedoch eine Fehlfunktion, die dazu führt, dass Kyle nicht an den geplanten Zielkoordinaten landet, sondern weit entfernt in einem zivilisierten Teil des Weltraums. Zu allem Überfluss ist derselbe Sprungantrieb bei dem Test irreparabel beschädigt worden.
Brennan sieht sich nicht nur der Herausforderung ausgesetzt, wieder einen Weg nach Hause zu finden, sondern muss auch einer aggressiven Rasse, den sogenannten Xenon, gegenübertreten. Die Xenon sind, wie sich später herausstellt, von den Menschen zur Kolonialisierung neuer Planeten erschaffene Roboter, die sich verselbstständigt haben.

### Spielprinzip
Das Ziel des Spiels ist es, die Xenon aufzuhalten, da diese sich für den Angriff auf die Erde bereit machen. Nachdem der Spieler nach dem Unfall im X-Universum gestrandet ist, setzt eine mehr oder weniger ruhige Phase ein, in der man durch Handel sein Schiff reparieren und aufrüsten sollte. Da der Kampf gegen die Xenon kaum allein gekämpft werden kann, gilt es, das Vertrauen dieser 5 verschiedenen Spezies zu erlangen. Hinzu kommt die religiöse Sekte, die sich Goner nennt und sich für die Nachfahren der Menschen hält.
Wie der Spieler an Geld kommt, bleibt dabei weitestgehend ihm überlassen: Er kann sich ein eigenes Imperium aus Stationen und Schiffen aufbauen oder sich als Pirat versuchen.
Wie bei jedem anderen Teil der X-Reihe bleibt es dem Spieler jedoch offen, ob er der Story folgt oder sich auf eigene Faust durchs Universum schlägt.

#### Handel
Im X-Universum handelt man wie überall durch geschicktes Ausnutzen von An- und Verkaufspreisen der Fabriken. Mehrere Dutzend verschiedene Schiffe, Waren und Fabriken in 54 Raumsektoren bieten enorme Möglichkeiten. Auch eigene Fabriken und Schiffe aller Art lassen sich kaufen und wirtschaften in die Tasche des Spielers.
Im Gegensatz zu vielen anderen Spielen jedoch sind die Preise der Waren nicht festgelegt, sondern dynamisch; das heißt, dass sie sich direkt nach Angebot und Nachfrage richten.

#### Kampf
Das Kampfsystem basiert auf neun unterschiedlichen Laser- und fünf verschiedenen Raketentypen. Hinzu kommen vier verschiedene Schildtypen, die, wie auch die Laser und Raketen, beliebig miteinander kombiniert und eingesetzt werden können. Sie unterscheiden sich im Preis, angerichtetem Schaden, Geschwindigkeit und Größe, wobei alle ihre eigenen Vor- und Nachteile haben. Allgemein sind größere Schiffe schneller als kleinere. In X² und X³ ist es andersherum.

#### Völker
Die Teladi, Boronen und Argonen sind dem Spieler von Anfang an freundlich gesinnt; die Paraniden und Split sind anfangs misstrauisch. Erst nach Abschuss von Feindschiffen oder Piraten in den jeweiligen Sektoren erlangt man das Vertrauen der beiden Völker. Das Vertrauen geht genauso schnell durch den Abschuss eines friedlichen Schiffes wieder verloren.

#### Steuerung
Gesteuert wird mit Tastatur, Maus und/oder Joystick. Das Schiff lässt sich um drei Achsen drehen, die Geschwindigkeit fein einstellen. Auch langsame Rückwärtsfahrt ist möglich. Driften des Schiffes ist nicht möglich, kommt aber mit X-Tension hinzu. Unterstützt werden Vier-Achsen-Joysticks mit Force-Feedback-Funktionalität. Der Coolie-Hat zur Sichtrichtungseinstellung kann ebenfalls genutzt werden.

## X-Tension

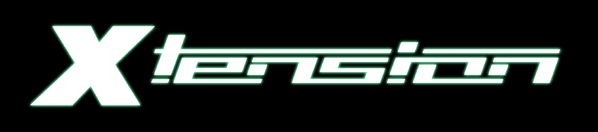
X-Tension Logo (Variante schwarz)

X-Tension ist das Add-on zu X: Beyond the Frontier.
Es wurde im Jahr 2000 von Egosoft veröffentlicht und ist zusammen mit X: BtF seit 2001 unter dem Namen X-Gold erhältlich. X-Tension ist ein eigenständiges, neues Programm, das allerdings die CD von X: BtF benötigt. Im Gegensatz zu X: BtF gibt es bei X-T keine Leitstory, sondern nur kleinere Missionen wie z. B. Eskortaufträge oder Ähnliches, die dem Spieler zu einem mehr oder weniger zufälligen Zeitpunkt angeboten werden. Mit Fortschreiten des Spiels jedoch kann man unter bestimmten Voraussetzungen die sogenannte Perseus-Mission angeboten bekommen, welche sich durchaus über mehrere Stunden hinziehen kann.
Die wichtigste Neuerung in X-T ist, dass man nicht mehr auf sein eigenes Schiff (X-Perimental Shuttle) begrenzt ist, sondern nahezu jedes andere Schiff fliegen kann. Das X-Perimental jedoch ist nur nach Abschluss der oben genannten Perseus-Mission erhältlich; so startet das Spiel in einem Argon Buster. Außerdem lassen sich fast alle Schiffe kapern und bieten die Möglichkeit, schnell an Geld zu kommen, indem man sie wieder verkauft. Auch die Piraten sind nun mit eigenen Kampfschiffen und Sektoren vertreten. Insgesamt gibt es 40 neue Sektoren, von denen jeder – neben Handelsoptionen und Kämpfen – ein einzigartiges Ambiente und seine eigene Geschichte bietet. Hinzu kommen viele neue Waren und Stationen, wie die Kampfdrohnenmanufaktur oder der Navigationssatellit. Ebenso wie X: BtF wurde auch X-T mit Erscheinen der X-Superbox auf die Version 2.2 aktualisiert.

### Vermarktung
In einem Interview sagte Bernd Lehahn, der Entwicklungsleiter von X², dass X: BtF keine starke erste Verkaufswoche gehabt habe, aber besonders in England und Deutschland zu einem „Longseller“ geworden sei. Allerdings bemängelte er die Vermarktung von X: BtF und X-Tension in den USA:

„Wo wir leider nicht so erfolgreich waren, ist der US-amerikanische Markt. Der Grund dafür ist, dass es dort ein ziemliches Durcheinander mit dem Vertrieb gegeben hat. Unser Publisher (THQ) hat X: BtF für die USA an eine Drittfirma weitergegeben, und diese hat kurze Zeit später ihr Geschäft eingestellt. Das ist auch der Grund, weswegen X-Tension in den USA nie veröffentlicht wurde.“

## X²: Die Bedrohung
X²: Die Bedrohung erschien am 2. Februar 2004 unter dem Publisher Deep Silver für den PC. 2005 folgte eine Version für Apples Macintosh und 2006 veröffentlichte Linux Game Publishing (LGP) eine Portierung für Linux.

### Handlung
Die Handlung knüpft an die bisherigen Geschehnisse im X-Universum an und führt sie fort.
Der Spieler schlüpft in die Rolle von Julian Gardna, einem Piloten, der wegen Raumschiffdiebstahls zu fünf Jahren Gefängnis verurteilt wurde. Auf dem Weg zum Gefängnisplaneten Artur wird sein Gefangenentransport von Ban Danna, einem ranghohen Offizier des argonischen Geheimdienstes, abgefangen und Julian wird begnadigt. Er erhält das Angebot für das TerraCorp-Unternehmen zu arbeiten. Nach einigen Transportmissionen wird Julian in den Tempel der Goner eingeladen, wo er erfährt, dass er der Sohn von Kyle William Brennan ist und dass dieser auf der Suche nach einem Raumschiff der alten Erdenflotte verschollen ist. Also begibt sich Julian auf die Suche nach seinem Vater, findet aber nur eine Videobotschaft, die zeigt, dass Brennan von einer mysteriösen und bösartigen Rasse, den Khaak, entführt wurde. Auf der weiteren Suche dringt er tief in das feindliche Gebiet ein, kann seinen Vater aber nicht finden. Erst während eines großangelegten Angriffs der Khaak auf einen Planeten der Argonen kann Kyle William Brennan gerettet und der Angriff vereitelt werden.

### Neuerungen
X² verknüpft eine Story mit zufallsgenerierten Missionen wie in X-T. Der Spieler ist in seiner Handlung nicht auf die Kampagne beschränkt, sondern kann sich im X²-Universum frei bewegen. Das Spiel wurde um verschiedene Schiffsklassen und neue Schiffstypen erweitert. Des Weiteren gibt es mehr Sektoren und mehr Ausrüstungsgegenstände.

### Wertungen
X² bekam von den meisten Spieletestern Wertungen um die 80 %, von der PC Zone bekam es 92 % und den PC Zone „Gold Classic Award“ sowie den „Award of Excellence“ von Gamesurf. Allerdings gab es auch Wertungen wie 5/10 Punkten bei Eurogamers.

### Technik
X² verwendet u. a. Echtzeitschatten, Partikeleffekte und mehrfaches DP-3-Bumpmapping, das großen Einfluss auf die Grafikqualität hat. In X² ist eine „automatische Qualitätskontrolle“ aktivierbar, die den Detaillevel der Framerate anpasst. X² hat nominell EAX-Support, allerdings werden trotz aktiviertem EAX nur 2 Lautsprecher angesteuert, zudem kommt es zu Performance-Einbrüchen.

### Erweiterung
Zum zweiten Teil war eine Erweiterung namens X²: Die Rückkehr geplant und auch schon in Entwicklung. Diese sollte im zweiten Quartal 2005 erscheinen.
Egosoft gab jedoch am 17. März 2005 bekannt, dass die Arbeiten am Add-on zugunsten des Nachfolgers X³: Reunion eingestellt wurden.

## X³: Reunion
X³: Reunion erschien am 18. November 2005 für den PC. Am 19. Juni 2007 wurde es für den Mac veröffentlicht und am 5. Dezember 2008 für Linux durch LGP. Eine Portierung für Linux durch Egosoft ist seit Anfang 2013 via Steam erhältlich. Die Handlung um Julian Brennan wird fortgesetzt. Der Krieg mit den Khaak hat die argonische Flotte sehr geschwächt, und plötzlich taucht eine Waffe auf, die alles Leben in der Galaxie auslöschen kann. Es ist die Aufgabe des Spielers, diese Waffe zu finden und zu verhindern, dass sie aktiviert wird.

### Neuerungen
- Fabriken können zu Fabrik-Komplexen verbunden werden.
- ausgebaute Artificial-Life-Engine
- verbessertes Physikmodell
- NPCs als freie Händler
- herrenlose Schiffe, welche versteckt im Weltraum treiben
- Frachtcontainer, die überall im Weltall treiben
- Große Schlachten als zufällige Khaak- und Xenon-Invasionen

### Update 2.0 – die Bala-Gi-Forschungsmissionen
Im November 2006 erschien ein Update auf Version 2.0. Es wurden zwei neue Schiffsklassen eingeführt (M7 und M3+). Es ist ein einziges Schiff der M7-Klasse erhältlich, dieses positioniert sich zwischen den Korvetten (M6) und den Zerstörern (M2). Die M3+-Klasse ist eine Verbesserung der Schweren Jäger (M3). Von dieser Klasse sind vier neue Schiffe erhältlich. Mit dem Update gibt es auch eine kleine Story, in der man sein eigenes Spielerhauptquartier bekommt, welches schon zur Veröffentlichung des Spiels im November 2005 angekündigt war. In diesem kann man selbst Schiffe bauen, reparieren und lackieren. Im Zuge dieser Mission ist es zudem möglich, das M7 zu bekommen. Außerdem wurde mit dem Update die Kopierschutzfunktion StarForce entfernt, womit das Spiel auch ohne eingelegte DVD spielbar ist.

## X³: Terran Conflict
X³: Terran Conflict wurde im Oktober 2008 veröffentlicht.
Mit dem Update 2.5 wurde, wie schon bei den Vorgängerspielen, der Kopierschutz Starforce entfernt, sodass auch hier das Spielen ohne DVD möglich ist. Außerdem fügte Egosoft einen komplett neuen Handlungsstrang ein. Mit Version 2.7 und 3.1 wurden dem Spiel ebenfalls weitere Inhalte hinzugefügt.

## X³: Albion Prelude
Am 7. Dezember 2011 kündigte Egosoft mit X³: Albion Prelude als „Weihnachtsüberraschung“ einen Teil der X-Reihe an, welche die Verbindung zwischen X³: Terran Conflict und X Rebirth herstellen soll. Das Spiel ist seit dem 15. Dezember (für Besitzer der „X Superbox“ kostenlos) als Besitzer von X³: Terran Conflict für 10 € über Steam erhältlich. Seit dem 24. Februar 2012 ist es auch als Einzelhandelsversion verfügbar. Eine Version für den Apple Appstore unter OSX wird auch zeitnah, aber ohne konkretes Datum angekündigt. Über Deliver2Mac ist es bereits erhältlich. Die Systemvoraussetzungen sind mit denen von Terran Conflict identisch. Es ist ein Stand-Alone-Add-on (ohne Hauptspiel nutzbar) zu X³: Terran Conflict, welches einen Steam-Account voraussetzt.

### Eine Verbindung von altem zu neuem Universum
X³: Albion Prelude zeigt das X-Universum im Wandel und bereitet den Spieler auf das stark veränderte Universum in X Rebirth vor.

## X³: Gold Edition
X³: Gold wurde am 24. März 2009 in Deutschland und in der EU veröffentlicht und beinhaltet:
- X³: Reunion 2.5 mit den Bala-Gi-Forschungsmissionen
- X³: Terran Conflict 2.0 mit der Aldrin-Erweiterung
- X³:-Terran-Conflict-Soundtrack-CD
- Zugang zum persönlichen Uplink

## X-Superbox
Die X-Superbox wurde am 8. Oktober 2010 in Großbritannien, Skandinavien, Australien, Frankreich, Deutschland, Österreich und in der Schweiz veröffentlicht und beinhaltet:
- X: Beyond the Frontier 2.2
- X-Tension 2.2
- X²: The Threat 1.5 mit Uplink-Zugang
- X³: Reunion 2.5 mit den Bala-Gi-Forschungsmissionen
- X³: Terran Conflict 3.0 mit den Balance-of-Power-Missionen
- Bonus-DVD mit besonderen Inhalten (Leitfäden, Grafiken, Musik, Videos, Tools, Scripts und Mods)
- Enzyklopädie über das X-Universum (geschrieben von Helge T. Kautz)

## X Rebirth
Am 20. April 2011 wurde von Publisher Deep Silver und Entwickler Egosoft ein neues Spiel aus der X-Reihe angekündigt. Nachdem die Entwickler von Egosoft nach X³: Albion Prelude die X-Trilogie als abgeschlossen ansehen, soll X Rebirth einen Neustart darstellen, in dem viele alte, historisch gewachsene Funktionen komplett überarbeitet werden. Zu diesem Zweck wurde, anders als in der X-Trilogie, kein Material der Vorgängerspiele verwendet, sondern das Spiel von Grund auf neu entwickelt. X Rebirth ist für PC in Europa am 15. November 2013 und in Nordamerika am 19. November 2013 erschienen.

## X4: Foundations
Auf der X-CON 2017 (Fan-Veranstaltung) hat Egosoft den vierten Teil der Hauptreihe für den 30. November 2018 für Windows-PC angekündigt.
Wie in den Vorgängern besteht die Möglichkeit, fast alle Raumschiffe zu steuern, wobei der Übergang nahtlos ist. Schiffe und Stationen bestehen aus einzelnen Modulen, und die Kategorisierung der Schiffe wurde in vier Klassen aufgeteilt. Die geänderte Menü-Steuerung mit einer Übersichtskarte orientiert sich an Echtzeitstrategie-Spielen wie Homeworld, stellt Objekte jedoch nur schematisch und nicht grafisch dar und wird hauptsächlich mit der Maus bedient.
X4: Foundations wurde am 30. November 2018 für Windows-PC über Steam und GOG.com veröffentlicht.
Der Release wurde mit gemischten Kritiken aufgenommen. Spieler bewerteten die überarbeiteten Gameplay-Möglichkeiten, die Grafik und den nahtlosen Wechsel zwischen Spielwelt und Schiffen als gut, kritisierten jedoch teilweise die Bugs, Abstürze, Grafikfehler und die teilweise schlechte Performance. Andere Spieler berichteten von keinerlei Fehlern. Innerhalb der ersten 48 Stunden änderten sich die Spieler-Bewertungen von negativ zu größtenteils positiv und es wurden zwei Patches veröffentlicht.
Am 31. März 2020 erschien der Patch auf Version 3.0 inklusive der ersten Erweiterung X4: Split Vendetta.
Am 16. März 2021 erschien der Patch auf Version 4.0 und die 2. Erweiterung X4: Wiege der Menschheit.
Am 7. April 2022 erschien der Patch auf Version 5.0 und die 3. Erweiterung X4: Gezeiten der Habgier.
Am 12. April 2023 erschien der Patch auf Version 6.0 und die 4. Erweiterung X4: Kingdom End. Mit dem Patch wurden auch große Teile der hauseigenen Engine X-Tech überarbeitet, welche sich nun in Version 5 befindet.

## Ungefährer zeitlicher Rahmen der verschiedenen Serientitel in Jahren
- 2912 (742 NT): XBTF
- 2934 (764 NT): X2 / X3R
- 2938 (768 NT): X3TC
- 2948 (778 NT): X3AP
- 2950 (780 NT): X3FL
- 2973 (803 NT): X Rebirth
- 2995 (825 NT): X4: Foundations

(Quelle der „Zeitstrahlangaben“: Egosoft-Forum-Moderator X2-Illuminatus)

## X-Scripting
In die X-Reihe ist seit X² eine mächtige Skript-Engine eingefügt worden, über die der größte Teil der KI läuft. Zunächst sollte der Spieler nicht die Möglichkeit erhalten, diese bearbeiten zu können, doch nach einiger Zeit gab Egosoft den Skript-Editor frei. In X² lässt sich dieser während des Spieles im freien Raum durch die Eingabe von „Thereshallbewings“ aktivieren, in X³ muss man seinen Spielernamen in „Thereshallbewings“ ändern. Mit dem Skript-Editor kann der Spieler die vorhandenen und freigegebenen Skripte von X² und X³ bearbeiten oder neue Skripte erstellen. Mit der Zeit stellten daher viele Scripter im offiziellen Forum von Egosoft ihre Skripte der Community zur Verfügung. Da sich unter diesen Skripten auch gute und innovative Ideen befanden, die sich gut in das X-Universum einfügten, ersann Egosoft ein Signierverfahren, bei dem eingeschickte Skripte auf bestimmte Kriterien getestet wurden. Bestand es diese, wurde es Teil eines Bonuspacks, das frei heruntergeladen werden kann. Durch Egosofts Signierung nimmt das Spiel bei Benutzung dieser Skripte nicht den Status „modified“ an, wie es Skripte sonst bewirken (wird in X² durch einen transparenten Schriftzug in der linken oberen Ecke angezeigt). Auch für X³ ist im August 2006 ein solches signiertes Bonuspack auf der Herstellerwebsite bereitgestellt worden, das seitdem immer wieder aktualisiert wurde.
Am 27. April 2010 erschien auch für X³: TC im Zuge des Patches 2.6 ein Bonuspack; zudem wurde die Möglichkeit geschaffen, Steam-Achievements zu erhalten. Falls man den Status „modified“ hat, sind keine Steam-Achievements erreichbar. Allein durch die Aktivierung des Skript-Editors ohne Skripte zu verändern wird dieser Status schon erreicht.

## Romanumsetzungen
Zu der Serie erschienen mehrere Romane von Helge T. Kautz:
- X: Farnhams Legende; ISBN 978-3-8332-1204-8
- X²: Nopileos; ISBN 978-3-8332-1041-9
- X³: Yoshiko; ISBN 978-3-8332-1344-1
- X³: Hüter der Tore; ISBN 978-3-8332-1793-7
- X³: Wächter der Erde; ISBN 978-3-8332-1942-9

Alle Romane erschienen im Panini Verlag. Während „Farnhams Legende“ die Geschehnisse aus X: Beyond the Frontier nacherzählt, schließt Nopileos direkt an diese Handlung an und bildet eine Überleitung zur Geschichte aus X-Tension. Die Handlung von Yoshiko hingegen beginnt zwanzig Jahre nach derjenigen von Nopileos und führt mehrere neue Protagonisten ein. Der erste Roman Farnhams Legende wurde im Lieferumfang der Collectors Edition von X³: Reunion als DVD-Hörbuch veröffentlicht, mit Norman Matt (Sprecher von Guybrush Threepwood aus Monkey Island) als Sprecher der Hauptrolle.
Zudem gibt es noch mehrere englischsprachige Romane wie Dominion von Darren "Steel" Astles, der sich mit den Piraten (insbesondere den Yaki) und den Khaak beschäftigt. Der Roman ist auf seiner Website auch kostenlos zum Download erhältlich. Ferner existiert noch ein Roman namens Rogue's Testament vom Autor Steve Miller. Die beiden Romane Dominion und Rogue's Testament wurden in einem Sammelband namens X-Universe Volume One veröffentlicht.